# Ocotea tubulosa
Ocotea tubulosa är en lagerväxtart som beskrevs av Tobias Lasser. Ocotea tubulosa ingår i släktet Ocotea och familjen lagerväxter. Inga underarter finns listade i Catalogue of Life.